# Joseph Krebs (Politiker)
Anton Joseph Krebs (* 18. September 1823 in Düsseldorf; † 23. Oktober 1890 in Köln) war ein Schriftsteller, Historiker und Reichstagsabgeordneter.

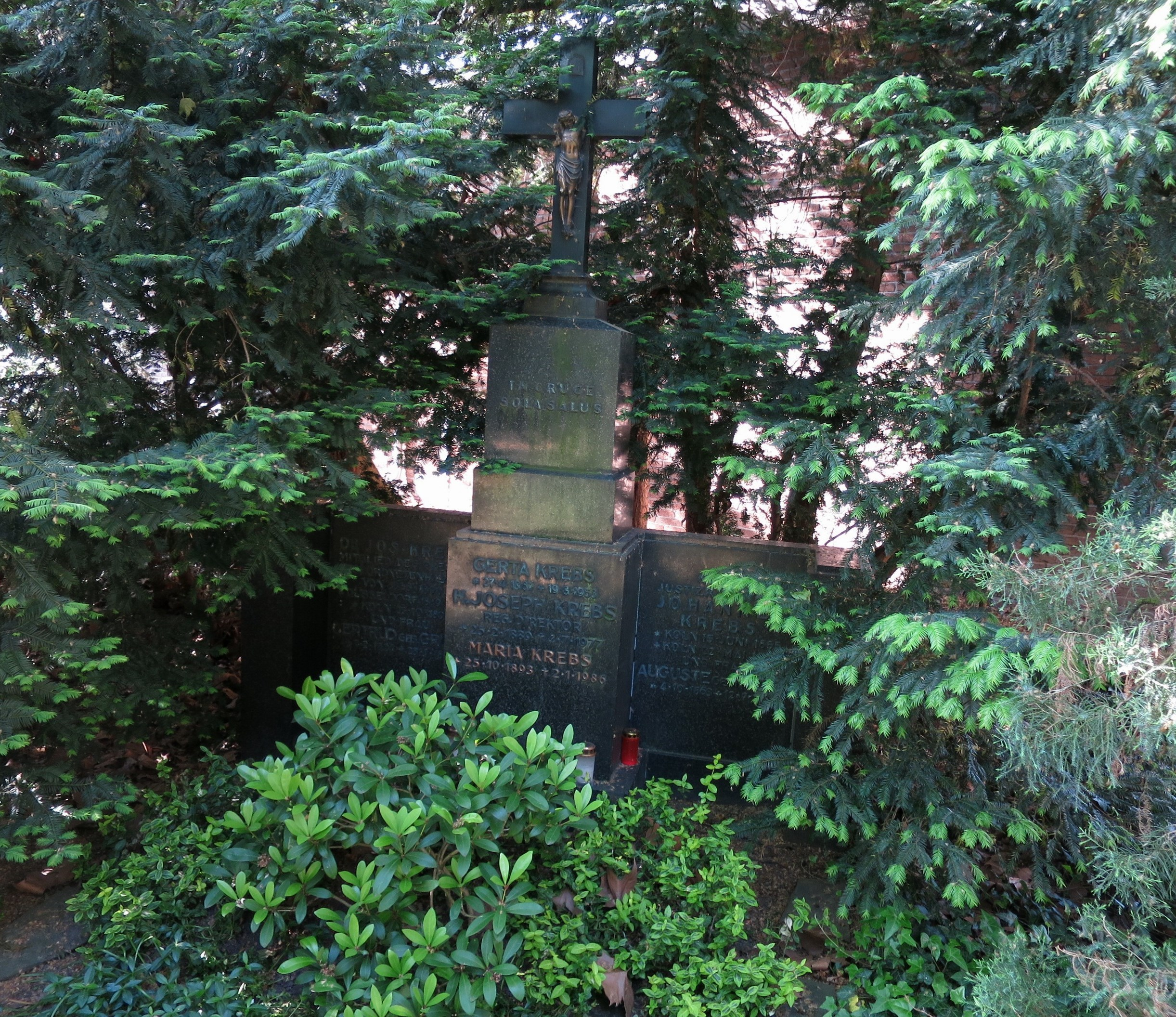
Grab der Familie Krebs

Krebs besuchte das Gymnasium seiner Geburtsstadt und studierte in Bonn Philologie und Geschichte. Einige Jahre war er in der Redaktion der in Köln erscheinenden Deutschen Volkshalle, bis zu deren Verbot. Neben Beiträgen für wissenschaftliche, politische und unterhaltende Zeitschriften schrieb er u. a. eine Deutsche Geschichte, von der drei Bände, bis zur Zeit Rudolfs I. von Habsburg erschienen sind. Er war 1854 Mitbegründer des Historischen Vereins für den Niederrhein und langjähriger Redakteur der vom Verein herausgegebenen Annalen.
1858 wurde er von dem Wahlkreis Regierungsbezirk Düsseldorf 1 (Kleve – Rees) in das Preußische Abgeordnetenhaus gewählt, dem er bis zu seinem Tode 1890 angehörte. Von 1871 bis 1874 war er Mitglied des Deutschen Reichstags für das Zentrum für den Wahlkreis Düsseldorf 5 (Essen).
Krebs wurde im Familiengrab auf dem Kölner Friedhof Melaten (Flur 48 Nr. 28) beigesetzt.

## Schriften (Auswahl)
- Heinrich's IV. Entführung von Kaiserswerth nach Köln durch Erzbischof Anno II., zugleich ein Beitrag zum Leben Anno's. In: Annalen des historischen Vereins für den Niederrhein, insbesondere die alte Erzdiöcese Köln, 2. Jahrgang, Heft 2, Köln  1857, S. 311–355.